# Ленгау
Ленгау (нем. Lengau) — коммуна (нем. Gemeinde) в Австрии, в федеральной земле Верхняя Австрия.
Входит в состав округа Браунау-на-Инне.  Население составляет 4292 человека (на 31 декабря 2005 года). Занимает площадь 58,1 км².

## Политическая ситуация
Бургомистр коммуны — Эрих Риппль (СДПА) по результатам выборов 2003 года.
Совет представителей коммуны (нем. Gemeinderat) состоит из 25 мест.
- СДПА занимает 10 мест.
- АНП занимает 9 мест.
- другие: 5 мест.
- АПС занимает 1 место.